# Göteborgs Uppfinnareförening
Göteborgs Uppfinnareförening är en ideell förening med säte i Göteborg, bildad 1982, med syfte att ge stöd till personer som arbetar med uppfinningar. 
Styrelsen ger på ideell basis cirka 300 rådgivningstillfällen per år. Göteborgs Uppfinnareförening har under årens lopp samarbetat med skolor och företag för att utbilda och inspirera inom uppfinnande och immaterialrätt. Medlemsantalet är ganska stabilt på cirka 300 medlemmar varav cirka 25 procent är kvinnor. 
Föreningen firade sitt 40-årsjubileum i oktober 2022. 